# إحسان إلهي ظهير
إحسان إلهي ظهير (	31 مايو 1945 - 24 مارس 1987)، هو عالم دين مسلم، ولد في العام 1941، في سيالكوت ولاية البنجاب، باكستان.

## الدراسة الأكاديمية
- حصل على ليسانس في الشريعة من الجامعة الإسلامية (المدينة المنورة)، وكان ترتيبه الأول على جميع طلبة الجامعة، وحصل على نسبة 91 % وذلك عام 1961 م.
- بعد نجاحه في الجامعة الإسلامية رجع إلى بلاده باكستان، والتحق بجامعة البنجاب بكلية الحقوق والعلوم السياسية، وحصل على الدكتوراه.
- بعد ذلك استمر في تحصيله الأكاديمي حتى حصل على ست شهادات ماجستير في الشريعة الإسلامية واللغة العربية واللغة الفارسية واللغة الأردية والسياسة من جامعة البنجاب، كما حصل على ماجستير الحقوق من جامعة كراتشي.

## كتبه ومؤلفاته
- الشيعة والسنة (1393 هـ).
- الشيعة وأهل البيت (1403 هـ) وهي الطبعة الثالثة.
- الشيعة والتشيع فرق وتاريخ.
- الإسماعيلية تاريخ وعقائد (1405 هـ).
- البابية عرض ونقد.
- القأديانية (1376 هـ).
- البريلوية عقائد وتاريخ (1403 هـ)
- البهائية نقد وتحليل (1975 م).
- الرد الكافي على مغالطات الدكتور علي عبد الواحد وافـي (1404 هـ).
- التصوف، المنشأ والمصادر: الجزء الأول (1406 هـ).
- دراسات في التصوف وهو الجزء الثاني.
- الشيعة والقرآن (1403 هـ).
- الباطنية بفرقها المشهورة.
- فرق شبه القارة الهندية ومعتقداتها.
- النصرانية.
- القأديانية باللغة الإنجليزية.
- الشيعة والسنة بالفارسية.
- كتاب الوسيلة بالإنجليزية والأوردية.
- كتاب التوحيد.
- الكفر والإسلام بالأوردية.
- الشيعة والسنة بالفارسية والإنجليزية والتايلاندية.

## اغتياله
في 23 رجب 1407 هـ في مدينة لاهور الباكستانية كانت تقيم جمعية أهل الحديث ندوة العلماء وأثناء القاء إحسان إلهي ظهير لمحاضرته انفجرت قنبلة موقوتة كانت مزروعة في مزهرية بالقرب من العلماء مما أدى إلى إصابته بجروح بالغة وخطيرة وقتل سبعة علماء في الحال لحقهم اثنان آخران متأثران بجراحهم.
خضع العالم إحسان إلهي ظهير للمراقبة الصحية في مستشفى بباكستان نقل بعدها إلى المملكة العربية السعودية بأمر من العاهل السعودي الملك فهد بن عبد العزيز واقتراح من مفتي المملكة العربية السعودية آن ذاك الشيخ عبد العزيز بن باز حيث يلقى دعماً من الحكومة السعودية، وأدخل إلى المستشفى العسكري بالرياض لتلقي العلاج لكن لم يتمكن الأطباء من إنقاذ حياته وتوفى متأثراً بجراحه في غرة شعبان 1407 هـ ونقل جثمانه إلى المدينة المنورة للصلاة عليه ودفن بعد ذلك في مقبرة البقيع بجوار المسجد النبوي.

## وصلات خارجية
- صفحته على موقع طريق الإسلام
- كتب الشيخ في مكتبة مشكاة[وصلة مكسورة]
- كتاب القاديانية دراسات وتحليل
- كتب ومحاضرات صوتية ومرائية ومعلومات كاملة عن الشيخ احسان الهي ظهير
- مؤلفات الشيخ
- سيرة الشيخ
- حواره مع علماء الشيعة
- محاضرات صوتية للشيخ
- خطب الشيخ في إذاعة سحاب
- مؤلفات الشيخ[وصلة مكسورة]